# Jan Carmiggelt (1909)
Johannes Simon (Jan) Carmiggelt (Den Haag, 1 januari 1910 – Moerdijk, 26 september 1943) was een Nederlands econoom, journalist en verzetsstrijder. Hij was de oudere broer van Simon Carmiggelt en de vader van de journalist Jan Carmiggelt. Hij werd gearresteerd op 17 juli 1943 en overleed in een buitenkommando van Kamp Vught.

## Levensloop
Carmiggelt werd geboren als oudste zoon van de vertegenwoordiger Herman Carmiggelt en Jeanne Carmiggelt. Zijn moeder opende na de geboorte van zijn broer Simon (1913) een winkel in hoeden en petten.
Hij studeerde economie en werd redacteur economie bij Het Volk in Amsterdam. Toen in 1940 De Arbeiderspers werd overgenomen door de Duitsers, namen Jan Carmiggelt, Simon Carmiggelt en Lex Althoff onmiddellijk ontslag. Hierna werkte Carmiggelt als ambtenaar bij het Rijksbureau voor Tabak en bij Bureau G.J. Teppema. Hij was betrokken bij het verzet en regelde bonkaarten voor ondergedoken joden.
Op 17 juli 1943 werd Carmiggelt in Den Haag gearresteerd, volgens Loe de Jong als gevolg van celspionage door Friedrich Weinreb. Hij zat gevangen in het Oranjehotel te Scheveningen en vervolgens in Kamp Vught. Carmiggelt overleed op 34-jarige leeftijd in een buitenkommando van Kamp Vught te Moerdijk.

## Privéleven
Carmiggelt verloofde zich in augustus 1940 met Loes Hesselius, met wie hij vervolgens in het huwelijk trad. 